# Legia Naddunajska

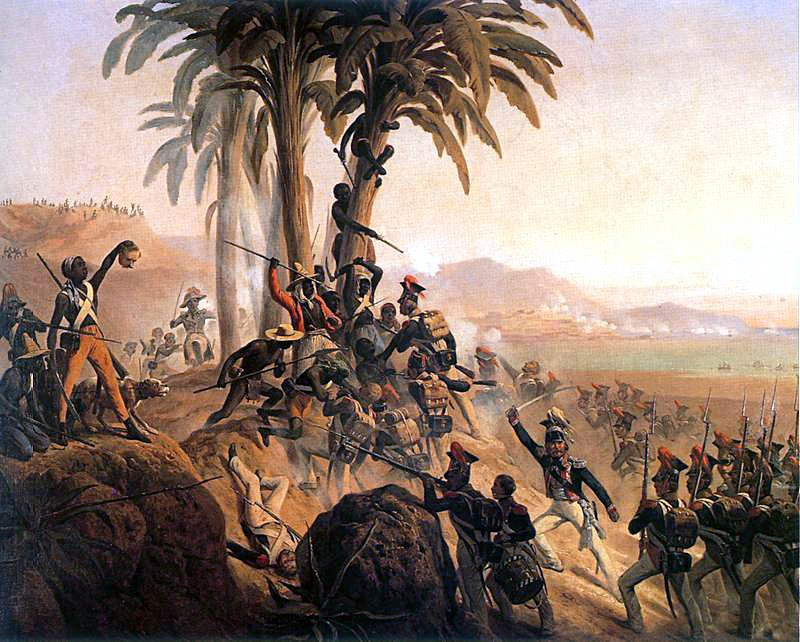
January Suchodolski: Bitwa na San Domingo

Legia Naddunajska (fr. Légion du Danube) – polska formacja wojskowa utworzona w dniu 8 września 1799 w Republice Batawskiej (obecna Holandia) z byłych żołnierzy armii austriackiej (Polaków), którzy dostali się do niewoli francuskiej lub zbiegli z szeregów wojsk austriackich.

## Historia
Legia składała się z 4 batalionów piechoty, 4 szwadronów jazdy i kompanii lekkiej artylerii – łącznie 5970 żołnierzy. Początkowo oddziałami Legii Naddunajskiej dowodził generał Karol Otto Kniaziewicz.
Legioniści walczyli w latach 1800–1801 przeciw Austriakom w Armii Renu. Przyczynili się do zwycięstwa w bitwie pod Marengo w czerwcu 1800 i w bitwie pod Hohenlinden w grudniu tego samego roku. Po pokoju w Lunéville w lutym 1801 legia skierowana została do Włoch. Wielu legionistów, łącznie z Kniaziewiczem, podało się do dymisji, wyrażając tym swój protest przeciwko pominięciu sprawy polskiej w układach pokojowych z Austrią.
Po podaniu się do dymisji generała Kniaziewicza i odejściu części legionistów, legia przeformowana została w 3 Półbrygadę Polską, a następnie w 113 Półbrygadę Francuską i pod dowództwem generała Władysława Franciszka Jabłonowskiego wysłana latem 1802 na Saint-Domingue, gdzie została zdziesiątkowana przez choroby tropikalne i walki z miejscową ludnością, sprzeciwiającą się francuskiemu panowaniu. Legia Naddunajska przestała istnieć w grudniu 1802 (w marcu 1803 na Saint-Domingue przybyła 2 Półbrygada Polska będąca na żołdzie francuskim). Część legionistów nie kryła sympatii dla powstańców, za co dowódcy francuscy grozili im sądem wojennym. Około 400 Polaków przeszło na stronę rebeliantów i pomagało im w walce z Francuzami. 
Ślady osiadłych na Santo Domingo Polaków obecne są w architekturze wiejskiej czy muzyce obecnego państwa Haiti. Istnieje tam też nieduża społeczność uważająca się za potomków polskich legionistów a nawet Polaków (zobacz Polonia na Haiti).